# 圣瑟尼耶-苏萨夫朗什
圣瑟尼耶-苏萨夫朗什（法語：Saint-Senier-sous-Avranches，法語發音：[sɛ̃ sənje su.z‿avʁɑ̃ʃ]，意为“阿夫朗什下方的圣瑟尼耶”）是法国芒什省的一个市镇，属于阿夫朗什区。该市镇总面积8.62平方公里，2009年时的人口为1259人。

## 人口
圣瑟尼耶-苏萨夫朗什人口变化图示